# Zwischen Frisco und der Mandschurei
Zwischen Frisco und der Mandschurei ist eine US-amerikanische Stummfilmkomödie aus dem Jahr 1928 von Sam Wood mit William Haines und Anita Page in den Hauptrollen. Der Film wurde von Metro-Goldwyn-Mayer produziert.

## Handlung
Don Davis wird Zeitungsreporter, als sein reicher Vater ihn verleugnet. Sein erster Auftrag ist es, seinen Vater zu interviewen. Später, während er in der Nachtschicht arbeitet, will ihn ein Kollege hereinlegen, indem er ihn in ein Café schickt, in dem angeblich jemand ermordet wurde. Während er dort ist, geschieht in einer Telefonzelle tatsächlich ein Mord. Don kann den Killer in Schach halten, bis die Polizei eintrifft. 
Im Café lernt Don die Chorsängerin Chrystal Malone kennen, verliebt sich in sie und folgt ihr nach China, als ihre Truppe dort amerikanische Soldaten unterhält. Als sie fälschlicherweise des Mordes an dem Gouverneur beschuldigt und zum Tode durch Enthauptung verurteilt wird, signalisiert Don einem amerikanischen Rettungstrupp, sie zu retten.

## Hintergrund
Gedreht wurde der Film in den MGM-Studios in Culver City.
Für Anita Page war es nach zwei Komparsenrollen die erste große Rolle mit Nennung in einem Kinofilm.
Cedric Gibbons oblag die künstlerische Leitung. 

## Veröffentlichung
Die Premiere des Films fand am 30. Juni 1928 statt. 1929 kam er im Deutschen Reich und in Österreich (unter dem Titel Die unsichtbare Großmacht) in die Kinos.

## Kritiken
Der Kritiker der The New York Times befand, diesen Film müsse man eher mit Trauer als mit Wut betrachten, denn er soll offensichtlich amüsant sein, so wie sein Held offensichtlich ein Zeitungsmann sein soll. Leider sei er nicht sehr amüsant, und man kann befürchten, dass Mr. Haines nie, nie ein guter Reporter werden wird.